# Mattia Caldara
Mattia Caldara (Bergamo, 5 mei 1994) is een Italiaans voetballer die doorgaans als centrale verdediger speelt. Hij tekende in augustus 2018 een contract tot 2023 bij AC Milan, dat in ruil voor hem Leonardo Bonucci liet terugkeren naar Juventus. Caldara debuteerde in 2018 in het Italiaans voetbalelftal.

## Clubcarrière
Caldara speelde in de jeugd van Atalanta Bergamo. Op 18 mei 2014 debuteerde hij in de Serie A tegen Catania Calcio. Tijdens het seizoen 2014/15 werd de verdediger verhuurd aan Trapani Calcio. Het seizoen erop werd hij verhuurd aan AC Cesena. In 2016 keerde hij terug bij Atalanta. Op 26 oktober 2016 maakte Caldara zijn eerste competitietreffer tegen Pescara Calcio.

## Interlandcarrière
Caldara debuteerde in 2016 in het Italië –21. Zijn debuut in het Italiaans voetbalelftal volgde op 1 juni 2018, tijdens een met 3–1 verloren oefeninterland in en tegen Frankrijk.